# Voie de Soulac

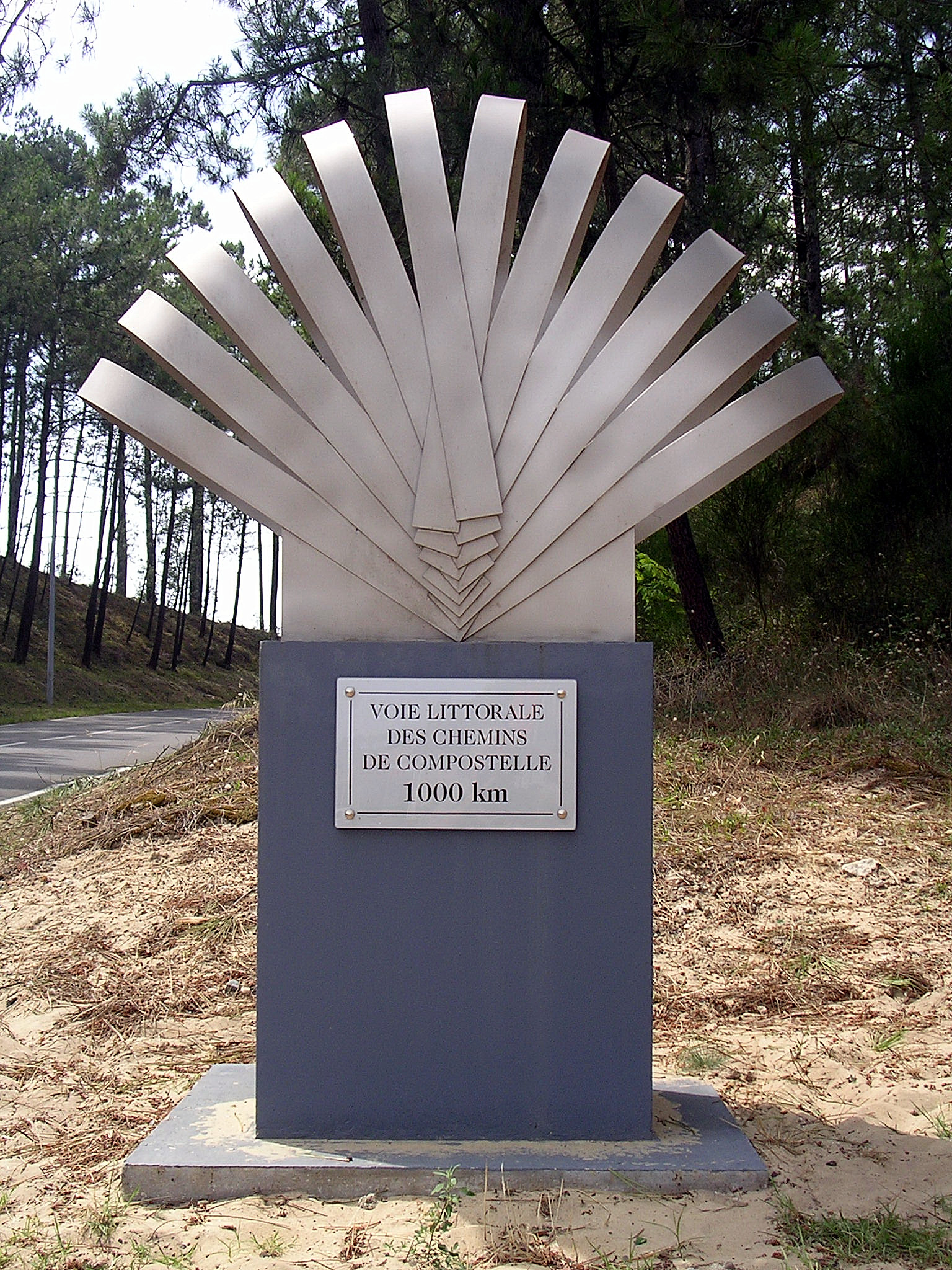
Borne des 1000 km de Saint-Jacques à Mimizan (Landes).

La voie de Soulac (ou voie du littoral ou voie des Anglais) est un itinéraire secondaire du pèlerinage de Saint-Jacques-de-Compostelle qui longe la côte d'Argent. Il offre au pèlerin de Saint-Jacques-de-Compostelle une alternative aux quatre chemins principaux décrits dès le XIIe siècle par Aimery Picaud dans son Guide du Pèlerin, à savoir (du nord au sud) : la via Turonensis, la via Lemovicensis, la via Podiensis et la via Tolosane.
La voie de Soulac part de Soulac-sur-Mer en France et se termine à Irun en Espagne. L'itinéraire jacquaire se poursuit ensuite par le Camino del Norte. Il est également possible de rejoindre le Camino Francés à Pampelune en continuant sur la voie du Baztan.

## Histoire
Une des voies du grand pèlerinage médiéval suivait le littoral atlantique, de Soulac à Bayonne. On l'appelait la « voie des Anglais » car les Britanniques, catholiques au Moyen Âge, débarquaient à Soulac, avant l'ensablement de son port, et descendaient vers les Pyrénées en passant derrière le front des dunes et les étangs landais. 
Ce chemin était aussi emprunté par les Bretons (franchissant la Loire au niveau de la commune du Pellerin ou à Nantes) qui traversaient l'estuaire de la Gironde depuis les ports de Royan, Saint-Georges-de-Didonne ou Talmont ; ils étaient rejoints par ceux de la Via Turonensis venant de Saintes.
Tous se regroupaient au sanctuaire de Sainte Véronique de Soulac, dans la basilique Notre-Dame-de-la-fin-des-Terres.
Pendant des siècles à partir du Xe siècle, les pèlerins ont emprunté cet itinéraire côtier reliant les villes qui deviendront les stations balnéaires de la Côte d'Argent.

## Le chemin moderne de Soulac à Irun

### Gironde
- Soulac-sur-Mer
- Grayan-et-l'Hôpital
- Hourtin

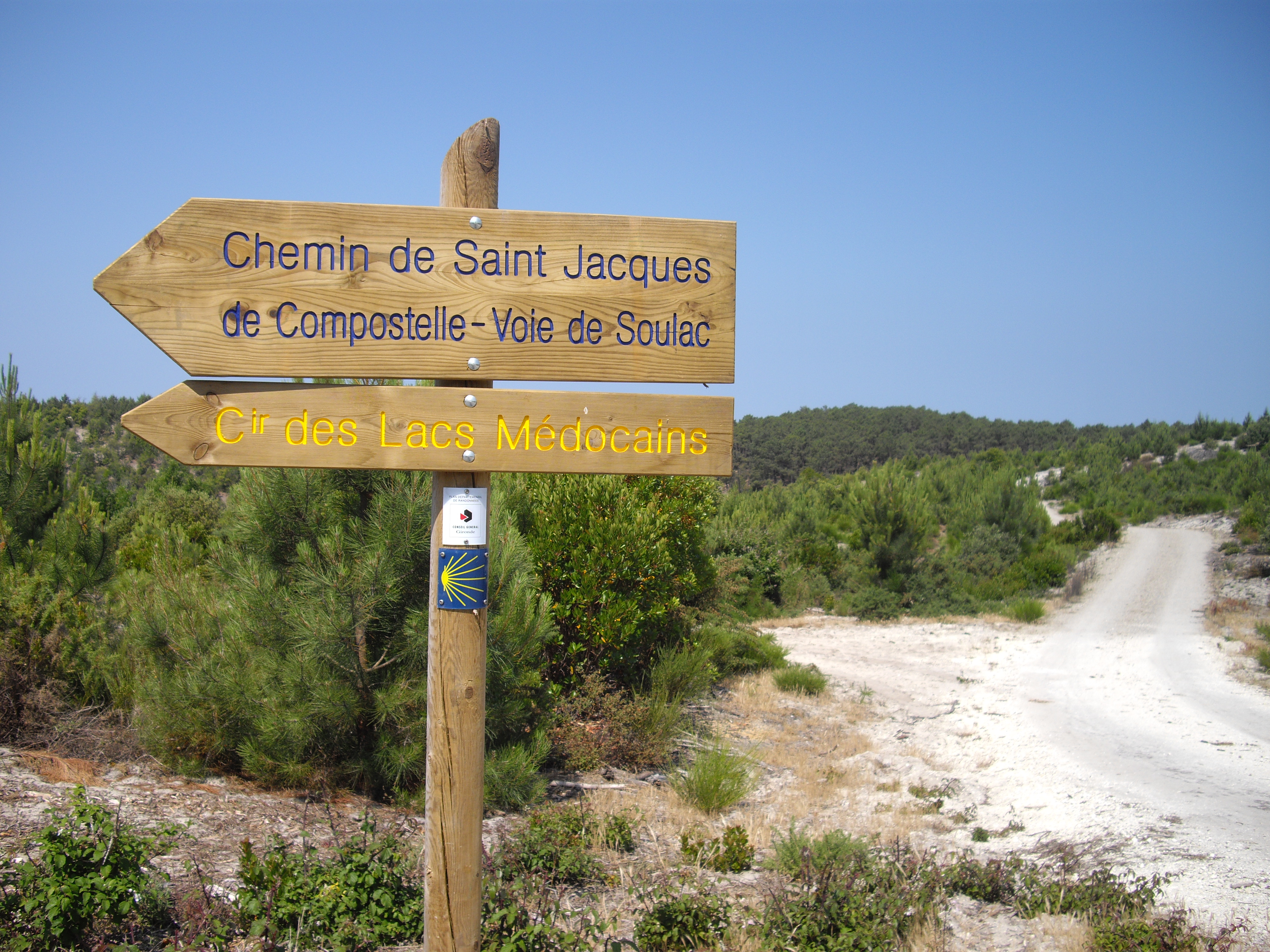
Balisage de la voie de Soulac dans le Médoc entre les lacs de Carcan et de Lacanau.

- Sainte-Hélène, plus exactement Sainte-Hélène de l'Étang, qui n'est plus de cette commune.
- Carcans
- Lacanau
- Le Porge
- Lège-Cap-Ferret
- Andernos-les-Bains (église romane Saint-Éloi)
- Biganos
- Le Teich

### Landes
- Sanguinet
- Biscarrosse, église Saint-Martin

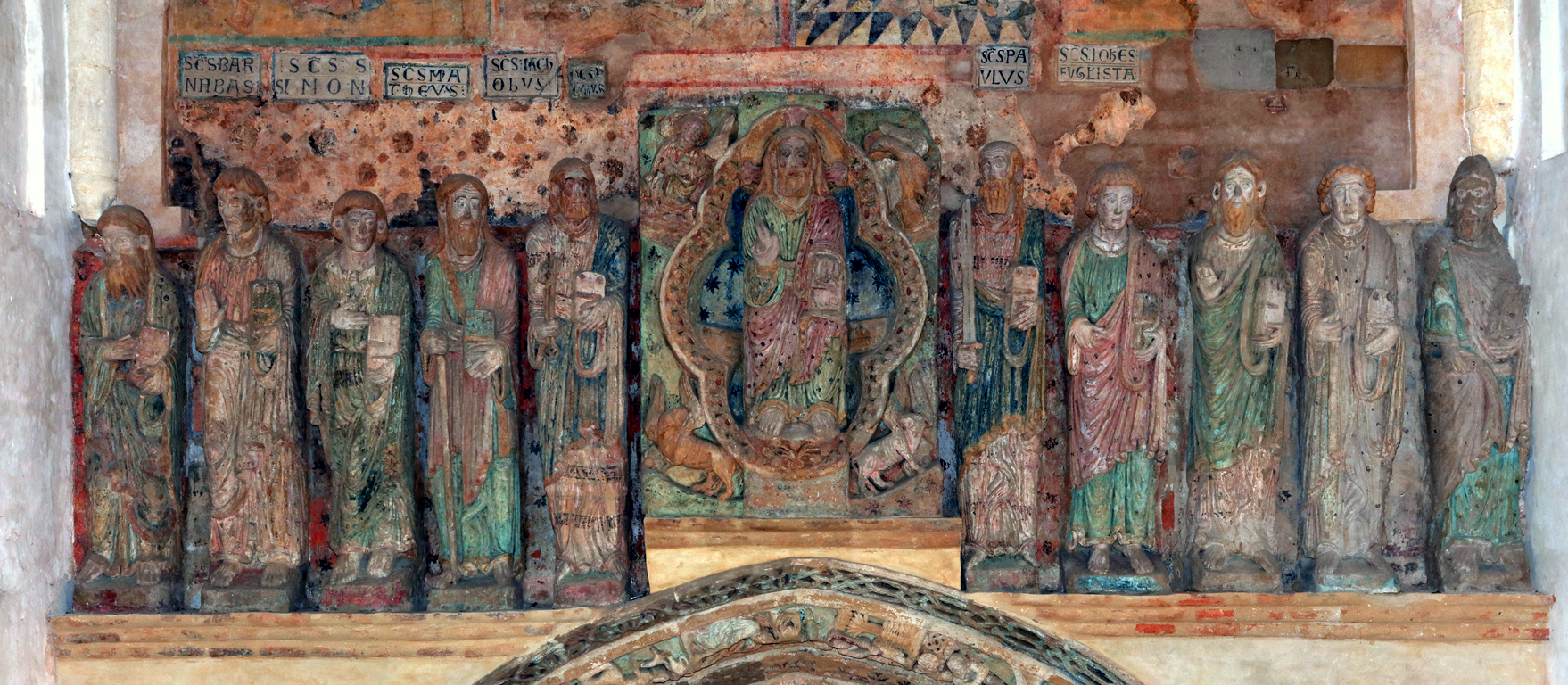
Galerie des apôtres du clocher porche de Mimizan (1220), inscrit au patrimoine mondial de l'Unesco au titre des Chemins de Saint-Jacques-de-Compostelle en France

- Parentis-en-Born, église Saint-Pierre
- Gastes
- Sainte-Eulalie-en-Born : église Sainte-Eulalie de Sainte-Eulalie-en-Born
- Pontenx-les-Forges : église Saint-Jean-Baptiste de Bouricos
- Saint-Paul-en-Born : église de Saint-Paul-en-Born
- Aureilhan : église Sainte Ruffine d'Aureilhan
- Mimizan, et le clocher-porche de la vieille église.
- Bias : église Saint-Michel de Bias
- Saint-Julien-en-Born : église Saint-Julien
- Lit-et-Mixe : église Notre-Dame de Lit
- Vielle-Saint-Girons
- Léon
- Moliets-et-Maa
- Messanges
- Vieux-Boucau-les-Bains
- Azur
- Soustons
- Soorts-Hossegor
- Capbreton
- Labenne
- Ondres
- Tarnos

### Pyrénées-Atlantiques

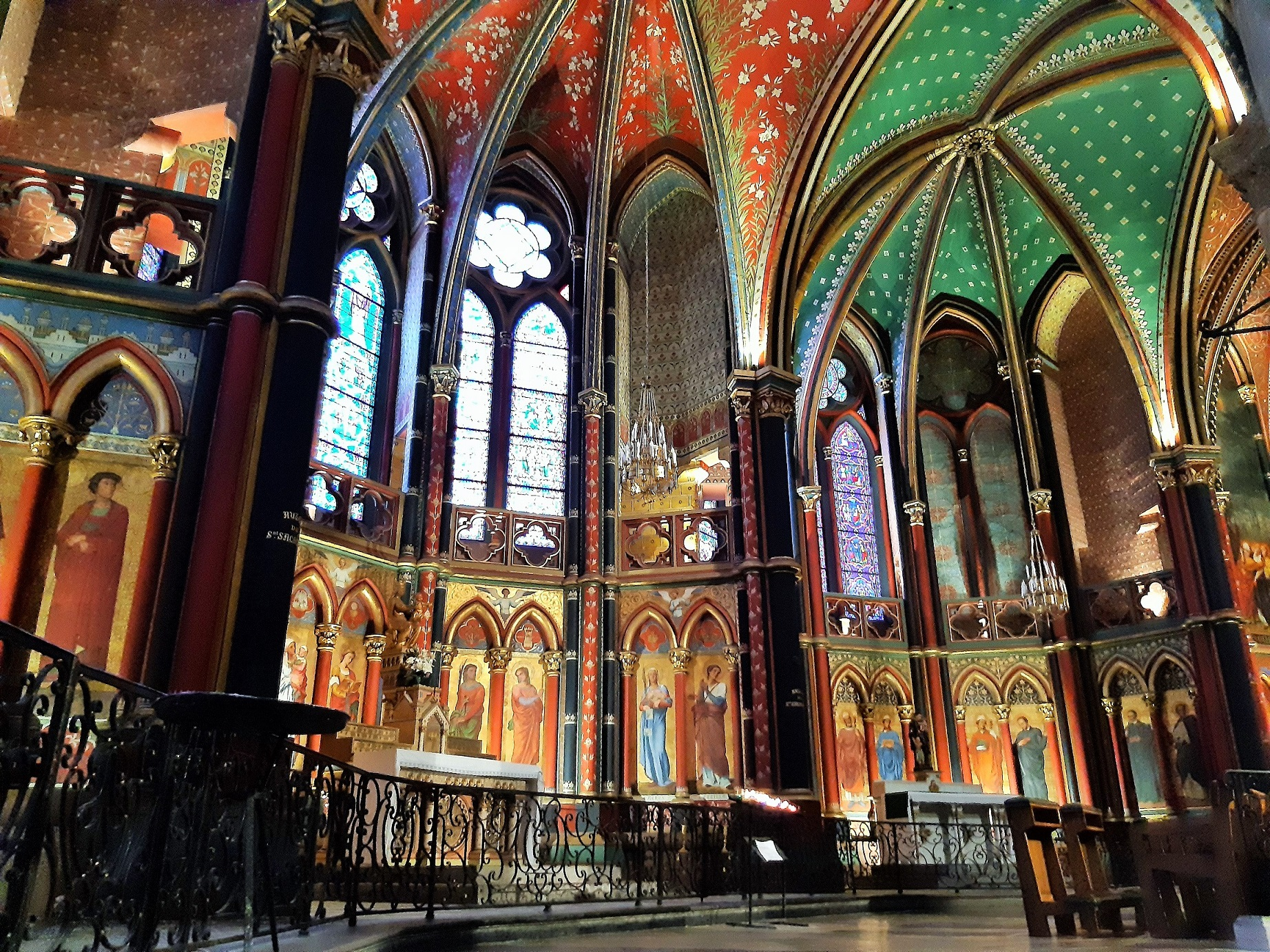
Abside de la cathédrale Sainte-Marie de Bayonne, inscrite au patrimoine mondial de l'Unesco au titre des Chemins de Compostelle en France

- Bayonne et sa cathédrale Sainte Marie. De Bayonne, le pèlerin avait le choix de poursuivre sur la voie de Soulac, ou de bifurquer sur la voie du Baztan vers Pampelune pour rejoindre le Camino navarro puis le Camino francés plus rapidement.
- Saint-Jean-de-Luz et son église Saint-Jean-Baptiste
- Hendaye (pont Saint-Jacques)

### Guipuscoa (Espagne)
- Irun

## Poursuite du chemin
À Irun, où la voie de Soulac prend fin, deux choix s'offrent au randonneur comme au pèlerin :
Soit continuer la route par le Camino del Norte qui, à partir de là, relie les villes côtières du Nord de l'Espagne jusqu'aux abords de Saint-Jacques-de-Compostelle ; soit suivre une route secondaire qui rejoint le Camino francés au niveau de Burgos en passant par les étapes suivantes :
- Irun
- Tolosa
- Vitoria-Gasteiz
- Miranda de Ebro
- Burgos

Depuis Bayonne, il est également possible d'obliquer vers :
- le sud par la voie du Baztan jusqu'à Pampelune en rejoignant le Camino francés au pont de Trinidad de Arre ;
- le sud-est en empruntant la voie de la Nive jusqu'à Saint-Jean-Pied-de-Port, pour éviter le Camino del Norte et se diriger vers le Camino navarro, avant le franchissement des Pyrénées, en vue de rejoindre le Camino francés.